# Фишер, Андреа
Андреа Фишер (нем. Andrea Fischer; род. 14 января 1960, Арнсберг, ФРГ) — немецкий политический и государственный деятель.
По окончании Свободного университета Берлина работала научным сотрудником в Европейском парламенте. Фишер вступила в партию зелёных в 1985 году, ранее она была членом Международной марксистской группы, секции Четвёртого интернационала.
В 1994—2002 годах Фишер была членом германского бундестага. Фишер является немецким политиком и членом партии «Союз 90/Зелёные». С 1998 по 2001 Андреа Фишер занимала пост федерального министра здравоохранения в первом кабинете Герхарда Шрёдера. В 2001 году разгорелась эпидемия коровьего бешенства, и Фишер пришлось подать в отставку. После отставки с поста Фишер стала независимым журналистом, а также играла роль лоббиста в международной политике в области здравоохранения. В 2006—2009 годах Фишер работала в PR-агентстве Pleon в Мюнхене, где руководила отделом медико-фармацевтического здравоохранения.
Участвовала в выборах в Палату представителей Берлина 18 сентября 2011 года от партии «Союз 90/Зелёные» от избирательного округа берлинского административного округа Митте.
По вероисповеданию Фишер католик. Во время своего увлечения марксизмом Фишер отказалась от католицизма, но позднее вернулась в лоно церкви.